# Ensillrebodarna
Ensillrebodarna este o arie protejată (arie specială de conservare — SAC, sit de importanță comunitară — SCI) din Suedia întinsă pe o suprafață de 6,5 ha, integral pe uscat.

## Localizare
Centrul sitului Ensillrebodarna este situat la coordonatele 62°34′49″N 15°44′41″E / 62.5802°N 15.7448°E.

## Înființare
Situl Ensillrebodarna a fost declarat sit de importanță comunitară în aprilie 2004 pentru a proteja 2 specii de plante. Situl a fost protejat și ca arie specială de conservare în martie 2011.

## Biodiversitate
Situată în ecoregiunea boreală, aria protejată conține 2 habitate naturale: Mlaștini alcaline, Păduri fino-scandinave bogate în ierburi cu Picea abies.
La baza desemnării sitului se află mai multe specii protejate de  plante (2): Calypso bulbosa, papucul doamnei (Cypripedium calceolus).